# Doo Doo Doo Doo Doo (Heartbreaker)
Doo Doo Doo Doo Doo / Dancing With Mr. D. je druhý singl k albu Goats Head Soup rockové skupiny The Rolling Stones, který však nikdy nebyl vydán ve Velké Británii. Obě písně byly natočeny v roce 1973 ve studiu Olympic Sound v Londýně, rané verze písně obou písní pocházejí z roku 1972, kdy byly natočeny ve studiu Dynamic Sound Studios v Kingstonu na Jamajce. Singl vyšel v prosinci 1973 a v USA dosáhl na 15. příčku. Obě písně vyšly na albu Goats Head Soup. Autory skladeb jsou Mick Jagger a Keith Richard. K písni Dancing With Mr. D. bylo taktéž natočeno promo video.
základní informace:
A strana
"Doo Doo Doo Doo Doo (Heartbreaker)" (Jagger / Richard) – 3:27
B strana
"Dancing With Mr. D." (Jagger / Richard) – 4:53